# Mieczysław Broński
Mieczysław Broński (oft Warszawski-Broński; russisch Мечислав Генрихович Бронский (Варшавский); * 1882 in Łódź, Kongresspolen, Russisches Reich; † 1. September 1938 in Kommunarka, Moskau) war ein polnischer Sozialdemokrat und Autor sowie sowjetischer Diplomat. Für die Sowjetunion war er als Botschafter in Wien (1920–1922) tätig.

## Leben
Sein Vater Henryk Broński war Besitzer einer Baumwollspinnerei in Łódź. Nach dem Schulabschluss 1900 zog er nach München, wo er die Technische Hochschule besuchte. Als Mitglied der Sozialdemokratischen Partei Polens war er 1916 der Vertreter der Sozialdemokraten Polens (SDKPiL) auf der internationalen Konferenz der sozialistischen Parteien vom 24. bis 30. April 1916 in Kiental, Schweiz. Broński, der neben Pjatakow und Menschinski zu jenen Wirtschaftsexperten der Bolschewiki zählte, die der schwedische Bankier Olof Aschberg im Januar 1918 in Petrograd traf, musste von diesem für einen Neuling in Wirtschaftsangelegenheiten gehalten werden, als er dem Bankier vom Beschluss der Nichtanerkennung aller russischen Auslandsschulden berichtete und auf dessen Warnung vor dem Verlust jeglicher internationaler Kreditwürdigkeit mit unbekümmertem Gelächter antwortete. In der RSFSR war er bis November 1918 Volkskommissar für Handel und Industrie, beauftragt mit der Durchsetzung und Propagierung des neuen Außenhandelsmonopols, wozu er einen zweiteiligen Artikel für die Iswestija schrieb. Auch mahnende Rundschreiben, die eine Einhaltung der Vorschriften forderten, fielen darunter. 1920 bis 1922 war er sowjetischer Botschafter in Wien. Hier in Wien heiratete er 1920 die deutsche Kommunistin Susanne Leonhard, geborene Köhler. Er hatte eine Tochter Wanda Brońska-Pampuch (1911–1972) und aus der Ehe mit Susanne Leonhard den Sohn Wolfgang (Wladimir) Leonhard (1921–2014).
1928 war er Mitglied des Kollegiums des Volkskommissars für Finanzen. Bis zu seiner Verhaftung war er Professor für Politische Ökonomie an der Kommunistischen Akademie der Wissenschaften in Moskau.
Am  9. September 1937 wurde er im Zuge der stalinschen Säuberungen verhaftet und am 1. September 1938 in Kommunarka erschossen. Am 21. Juli 1956 wurde er offiziell rehabilitiert.